# 메드웨이강
메드웨이강(Medway River)은 미국 조지아주에 있는 11.0마일(17.7km) 길이의 조수 강이다. 이 강은 로렐 뷰 강과 더 작은 벨파스트 및 티볼리 강이 합류하여 형성되며 세 강 모두 조수이다. 메드웨이 강 대부분은 브라이언과 리버티 카운티 사이의 경계 역할을 하며 채텀 카운티는 강 어귀의 북쪽에서 합류한다.